# Wagenschmiermann
Wagenschmiermann ist ein historischer Beruf. Er verkaufte aus den Pechhütten stammende Wagenschmiere. Diese wurde aus Fässern abgezapft, die auf Wägelchen oder Schubkarren aufgeladen wurden, wobei ein am Fass hängendes Gefäß als Messgerät diente. Der klebrige Teer setzte sich nicht nur auf der Kleidung, sondern auch auf Händen und Gesicht ab, sodass die Wagenschmiermänner glänzten.
Die Wagenschmiermänner zogen durch das Land und machten durch Rufen auf sich aufmerksam.